# José G. Ceballos Teresí
José Félix García Ceballos Teresí (1869-1936) fue un periodista español especializado en temas económicos y financieros, director y propietario de diversas publicaciones y un prolífico escritor en el campo de la economía y las finanzas.

## Biografía
Ceballos Teresi fue un prolífico autor de libros de temática económica y monetaria como Historia Económica Financiera y Política de España en el siglo XX, en ocho tomos (1931); Libro del Ahorro, Las Cajas de Ahorros Benéficas de España (1929); Política y Economía, temas del momento (1934), Primo de Rivera, el providencialismo místico y El Negocio de los Tranvías de Barcelona (1915), entre otros. Aparte escribió durante treinta y cinco años multitud de artículos publicados en El Economista Hispano Americano, fundado en 1901 con una tirada inicial de 5.000 ejemplares que se distribuían en las principales capitales de España y de Hispanoamérica. En sus editoriales primaba la difusión del nacionalismo económico. Además de Ceballos Teresí fueron asiduos redactores Eloy Luis de André; el abogado, político y periodista Joaquín Sánchez de Toca o el economista, periodista y presidente del Fomento del Trabajo Nacional, Guillermo Graell Moles.  
Comenzó su carrera periodística en El Mercantil Valenciano, un periódico financiero de Valencia. Entre 1896 y 1899 estuvo en la redacción de El Heraldo de Madrid, con Canalejas, Augusto Figueroa, Julio Burrell, Clarín, López Silva, o Tesifonte Gallego entre otros. En la redacción del Heraldo de Madrid coincidió con Emilio Riu y Periquet, que en 1897 fundaría la Revista de Economía y Hacienda, publicación que defendía el ideario del nacionalismo económico español como lo harían las publicaciones de Ceballos Teresí.
Canalejas le introdujo en el periodismo madrileño a finales del siglo XIX. Políticamente le influyó desde el principio Joaquín Sánchez de Toca. Fue amigo personal de Romanones y tuvo buenas relaciones con Primo de Rivera.
Inició su carrera como empresario de prensa en 1901 con la fundación de El Economista Hispano Americano. Cuando apareció El Economista Hispano Americano en 1901 recibió adhesiones de destacadas figuras de la política y la economía españolas, como eran el presidente del Congreso, Raimundo Fernández Villaverde; el ministro de Gobernación, Segismundo Moret; el ministro de Agricultura, Industria, Comercio y Obras Públicas, Miguel Villanueva; y entre otros exministros, los de Hacienda Joaquín López Puigcerver y Antonio Maura, o el exministro Francisco Romero Robledo.
En 1903 Ceballos Teresí era el Síndico-Presidente del gremio de periódicos profesionales de Madrid.
Ceballos Teresí era un agudo y duro polemista. Durante la 1ª década del siglo XX polemizó largo y tendido contra los intentos de monopolio de las compañías de electricidad madrileñas, con series de artículos en sus revistas y varios fascículos, defendiendo la Cooperativa Eléctrica de Madrid que proponía Joaquín Sánchez de Toca, que al final conseguiría rebajar notablemente los recibos a pagar por los madrileños. En 1915 publicó un libro con el polémico título: Los negocios de los tranvías de Barcelona, 18 millones para el Estado y 4 millones para los pobres. La primera parte del libro se repartió en forma de folleto de 70 páginas entre los senadores, diputados a Cortes, prensa de toda España, centros oficiales, Corporaciones, Ateneos, Círculos, Sociedades, etc. según se hace constar bajo el título. El contenido és un nutrido alegato contra las maniobras societarias de evasión de impuestos puestas en práctica por la Barcelona Traction en Cataluña.  
En 1903 El Economista Hispano Americano cambió de nombre pasando a denominarse El Financiero Hispano Americano, título que volvería a cambiar finalmente, en 1918, por el más escueto: El Financiero. En 1923 se constituyó en sociedad anónima y se creó una delegación en Barcelona con edición propia. Desde mayo de 1935 se convirtió en diario, contando  con  una  edición  matutina  y  otra  vespertina. El semanario no sólo se ocupó la vida económica nacional sino también de la mundial. La revista tenía una tupida red de delegaciones en las principales ciudades españolas (un total de 70 delegaciones) y también en las principales capitales europeas (París, Londres, Lisboa, Génova, etc.); Además tenía delegaciones en Marruecos, Argentina y Venezuela y contaba con sucursales en Nueva  York y en La Habana.
En El Financiero publicaron políticos sobresalientes  como Raimundo Fernández Villaverde, Juan Navarro Reverter, Eduardo Dato, Antonio García Alix, Joaquín Sánchez de Toca, Eduardo Sanz y Escartín, el Vizconde de Eza, Baldomero Argente, Eliseo Migoya, presidente de las Cajas Españolas de Ahorro Benéficas. Del mundo empresarial colaboraron autores relacionados con el sector ferroviario (Ivo  Bosch, presidente de la Compañía de los Ferrocarriles del Sur de España), el siderúrgico (Jaime Coll, director de Nueva Montaña  Altos Hornos– y  vicepresidente de la Federación Metalúrgica Española), o la patronal catalana (Guillermo Graell o  Pedro Gual Villalbí). De la comunidad académica firmaron artículos Gumersindo Azcárate, Miguel de Unamuno o Rafael María de Labra, además de los economistas José Echegaray, Segismundo Moret, Adolfo Buylla, José Manuel Piernas Hurtado, José María Zumalacárregui, Olegario Fernández Baños o Román Perpiñá. El economista que más colaboró fue Vicente Gay, al quien le unía una profunda amistad con Ceballos Teresí desde la infancia.
En los talleres de impresión del El Financiero también se editó la Ilustración Financiera. El  grupo  editorial  de El  Financiero  también  editó  diversas  publicaciones,  como  el Anuario Hispanoamericano de Importación y Exportación. De todas estas publicaciones Ceballos Teresí fue el director y propietario. Ceballos Teresí consagró su vida al periodismo de tal forma que residía en el mismo edificio en que estaban ubicados los talleres y la redacción de sus publicaciones.

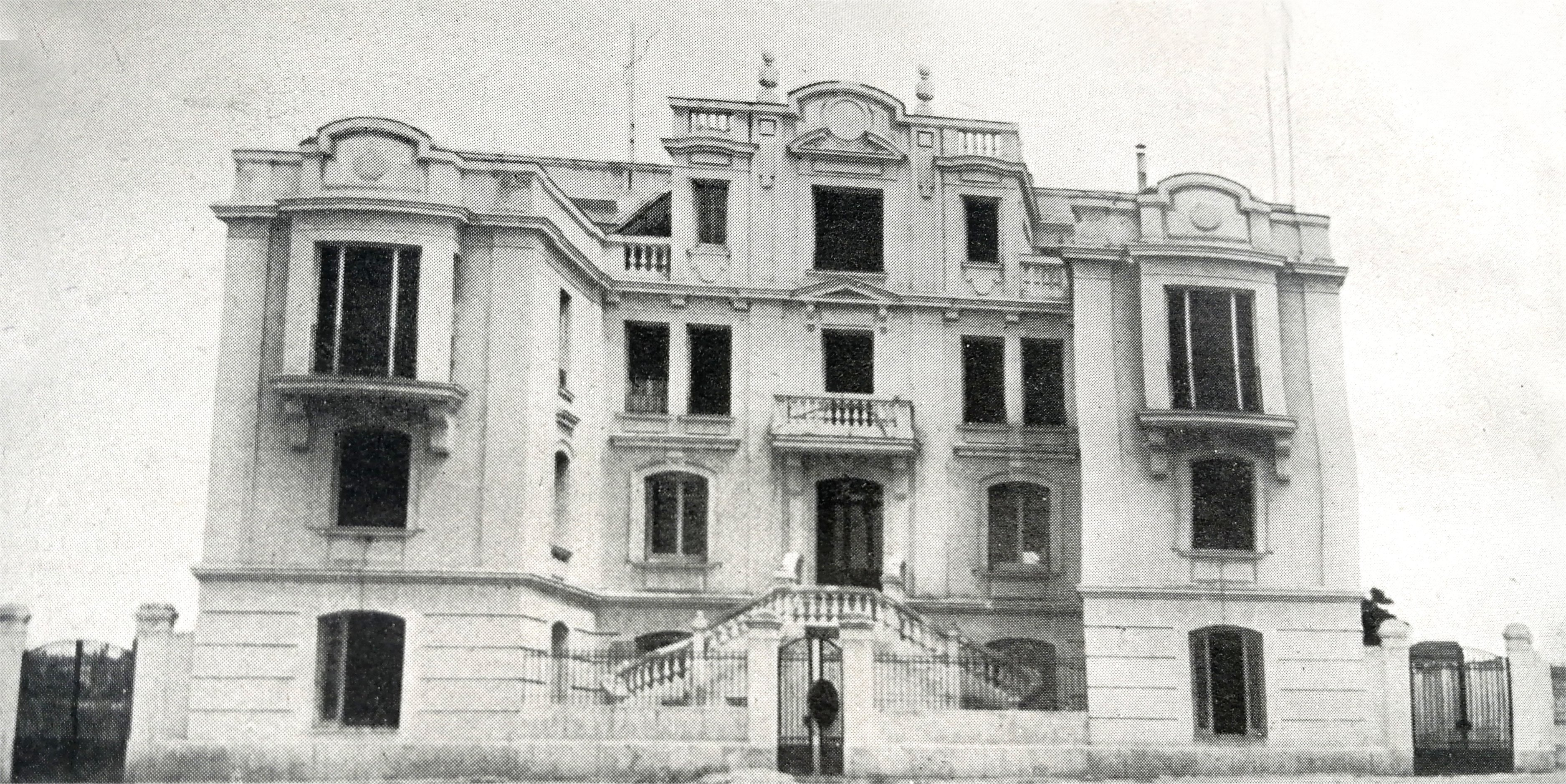
Casa-Taller de El Financiero en la calle Ibiza 13 de Madrid

Ceballos Teresí compitió en cierta manera desde sus inicios con Emilio Riu y Periquet, director y propietario a su vez de varias revistas y publicaciones de tema económico y financiero. Ambos eran de la misma edad y ambos se habían instalado en Madrid durante la misma época. Sin embargo mientras que las publicaciones de Ceballos Teresí representaban un seguimiento de la actividad económica del país (El Financiero se convertiría en periódico en 1935 con dos ediciones diarias, con una edición matutina y otra vespertina), las de Emilio Riu y Periquet trataban, sobre todo, de temas doctrinales (Revista Nacional de Economía). Ambos son considerados como los principales iniciadores del periodismo económico en España.
Apoyó la dictadura de Primo de Rivera: "El acto gallardo, viril, de Primo de Rivera el 13 de septiembre de 1923 llegó en el punto álgido de todos los decaimientos de la nación y del Estado" ... " los últimos cuatro años señalan un cambio radical en la vida española, toda bienandanzas y siempre viento en popa, y los grandes cauces de la transformación interior están abiertos, " ... Hasta los más recalcitrantes adversarios del Gobierno le reconocen dos éxitos, porque no pueden hacer menos, ya que sería negar la evidencia: el orden social y Marruecos. No es mucho, pero lo es todo, porque el orden público es la extirpación total, de raíz, de todos los males endémicos del desorden y la anarquía, la base de la sociedad, de la nación y del Estado; el trabajo, la propiedad, el Derecho, la Patria ; en fin, todo el ordenamiento colectivo de un pueblo en cuerpo social de nación" ... "todos los grandes intereses materiales están atendidos y progresan rápidamente: el Estatuto ferroviario, el Estatuto carbonero, la seda, la lana, el algodón, repoblación forestal, regeneración ganadera, descuidada al extremo de estar desacreditadas las lanas españolas, con la única excepción de las merinas; los Convenios comerciales; las obras públicas; el Banco de Crédito Local, como impulsor de ias obras de Municipios y Diputaciones, y asi, no hay hoy pueblo, por pequeño que sea, que no tenga terminadas, en realización o en proyecto obras de mejora y saneamiento urbano, alguna escuela, fuente, traida de aguas. Casa Consistorial, etc." ... "el Gobierno de Primo de Rivera significa la liquidación de medio siglo de errores y fracasos, dejaciones y cobardías, y el resurgimiento de todas las manifestaciones de la vida española dignas de ser tenidas en cuenta a un más amplio y elevado ambiente de saneamiento físico, intelectivo y espiritual".
Aunque en su juventud fue republicano en su madurez predominó su carácter conservador y monárquico. Tras la proclamación de la 2ª República, en el número de 17 de abril de 1931, el semanario El Financiero incluyó un artículo en portada de su director en el que dejaba clara su actitud. Señalaba que había sido fiel a la monarquía y creía en ella, pero que siguiendo la doctrina católica y las indicaciones del papa León XIII acataba el poder constituido y colaboraría con el Gobierno republicano con el fin de que “la nación perdure a todo resguardo de una guerra civil”. Apoyó a Alejandro Lerroux en los primeros años de la II República.
En los talleres de El Financiero, en el número 13 de la calle Ibiza de Madrid, en los que imprimió muchos de sus libros, se imprimía desde marzo de 1935 el semanario Arriba, órgano de Falange Española. También se imprimían en dichos talleres el semanario falangista F.E. y el semanario falangista universitario Haz.
Tras el inicio de la Guerra Civil, Ceballos Teresí siguió trabajando y escribiendo para El Financiero. El último número del Financiero del 27 de julio de 1936 incluía partes de guerra como el siguiente "Desde el Ministerio de la Gobernación fue transmitida por radio la siguiente noticia a la una de la tarde; “En estos momentos Albacete ha restablecido sus comunicaciones con Madrid, participándose por el jefe de las tropas leales que la ciudad ha sido liberada de las tropas enemigas. Esta operación ha sido llevada a cabo por las columnas de Alicante y Cartagena. Las milicias y las fuerzas gubernamentales desfilan por las calles de Albacete entre las aclamaciones del vecindario. También comunican de Murcia, Valencia y Cartagena que se han formado en las calles impresionantes manifestaciones de júbilo y entusiasmo por la libertad de España de los enemigos facciosos. El jefe de las tropas sediciosas, Fernando Chapuli, comandante de la Guardia civil se suicidó al entrar las fuerzas leales en la capital", que explicitaban el deseo de servicio al Gobierno del periódico. Este última edición incluye un artículo de Ceballos Teresi en el que declaraba acatar y colaborar con la legalidad constituida y aseguraba que “'En esta casa, en El Financiero, jamás hubo fascistas'” ... "'Y así, nunca se preguntó a nadie qué clase de trabajos traía para la imprenta, y lo mismo se han hecho periódicos de izquierdas como de derechas, porque nunca vimos en ellos más que fuente de jornales para el obrero, dentro de la moral y de respeto a la ley'", No le sirvió para salvar la vida. Su nombre aparece entre los asesinados por el bando republicano en Madrid, según la relación incluida en el libro Checas de Madrid, de César Vidal.

## Obra publicada

### Libros
La nacionalización del poder naval y el concurso para la escuadra : primer programa naval español / informaciones, datos y documentos recopilados y comentados por José G. Ceballos Teresí. Imp. de José Perales y Martínez. 1908 
Los negocios de los tranvías de Barcelona. Madrid: Imprenta de Isidoro Perales. 1915 
Primo de Rivera. El Providencialismo místico.
Política y economía: Temas del momento 
Ceballos Teresí y J.G. Aguirre Ceballos: La actualidad del día: Puntos clave monetarios.
Cambio, estabilización y revaloración de la peseta.1932 
HISTORIA ECONOMICA FINANCIERA Y POLÍTICA DE ESPAÑA EN EL S XX  8 TOMOS  Madrid  Imprenta El Financiero
Libro del ahorro: Las Cajas de ahorros benéficas de España
La Reforma del Banco de España y La Circulación Oro. Madrid 1916
Actuación y desarrollo del Banco de España. Madrid 1913
Bodas de plata de El Financiero Madrid 1926
Gravedad efectiva de la situación económica actual 1915. La herencia del gobierno. Publicado en n.º 772 de El Financiero Hispano-Americano el 14-1 -1916.
Parasitismo intermediario. Transportes por ferrocarril y subsistencias en Madrid. Madrid Imp Isidoro Perales 1915.
Proyecto de empréstito de la ciudad de Valencia. Madrid: Imprenta de Isidoro P erales, 1912
La Verdad sobre el proyecto de Reforma de la Ley del Banco. Madrid 1931
¿Quiénes son estabilizadores? Madrid 1931

### Artículos
El Proceso de las Eléctricas de Madrid. Madrid: El Financiero Hispano Americano n.412 19/2/1909.